# 6. Flieger-Division
La 6. Flieger-Division (6e division aérienne) a été l'une des principales divisions de la Luftwaffe allemande durant la Seconde Guerre mondiale.

## Création et différentes dénominations
Cette division a été formée le 1er février 1939 à Francfort-sur-le-Main. 
Le 2 octobre 1939, elle est renommée II. Flakkorps.
| Nom                 | Début            | Fin            |
| ------------------- | ---------------- | -------------- |
| 6. Flieger-Division | 1er février 1939 | 2 octobre 1939 |
| II. Flakkorps       | 3 octobre 1939   | Avril 1945     |

## Commandement

Drapeau du commandant d'une division aérienne

| Début            | Fin            | Grade         | Nom           |
| ---------------- | -------------- | ------------- | ------------- |
| 1er février 1939 | 2 octobre 1939 | Generaloberst | Otto Dessloch |

## Chef d'état-major
| Début | Fin | Grade | Nom |
| ----- | --- | ----- | --- |
| ?     | ?   | ?     | ?   |

## Quartier général
Le quartier général se déplace suivant l'avancement du front.
| Début        | Fin          | Ville                 |
| ------------ | ------------ | --------------------- |
| Février 1939 | Octobre 1939 | Francfort-sur-le-Main |

## Rattachement
| Février 1939 - Octobre 1939 |  | Luftflotte 3 |

## Unités subordonnées
- Septembre 1939 :
  - Stab/KG 53 à Schwäbisch Hall
  - II./KG 53 à Schwäbisch Hall
  - III./KG 53 à Giebelstadt
  - III./St.G. 51 à Wertheim
  - JGr.176 (II./ZG 76) à Gablingen